# The Chiffons
The Chiffons – popularny w latach 60. XX wieku amerykański zespół dziewczęcy z Nowego Jorku. Grupę założyły w 1960 roku trzy koleżanki ze szkoły: Judy Craig, Patricii Bennett i Barbary Lee, uczące się w James Monroe High School na Bronksie. W 1962 roku dołączyła do nich Sylvia Peterson. W 1963 roku The Chiffons wydały singiel "He's So Fine", który stał się hitem nr 1 w Stanach Zjednoczonych, sprzedając się w ponad milionie egzemplarzy. W tym samym czasie grupa wydała również dwa single pod zmienioną nazwą zespołu: Four Pennies, ale porzuciła tę nazwę, gdy „He's So Fine” dotarł na szczyty list przebojów. Na fali sukcesu zespół wydał swój pierwszy LP (który również nosił tytuł "He's So Fine") i odbył trasę koncertową po Stanach Zjednoczonych. Jeszcze w tym samym roku grupa wydała swoją drugą płytę długogrającą "One Fine Day" z kolejnym hitem: "One Fine Day" autorstwa Gerry'ego Goffina i Carole King. Ponadto w dorobku The Chiffons znalazło się jeszcze sporo mniejszych przebojów, w tym m.in. "Dream, Dream, Dream", "It's My Party", "Lucky Me", "Will You Still Love Me Tomorrow", "Tonight I'm Gonna Dream". W latach 60. i 70. zespół dużo koncertował, nagrał łącznie 4 płyty LP (długogrające) i ponad 20 singli (po dwa utwory każdy), w tym wiele coverów utworów innych wykonawców.

## Dyskografia

### The Four Pennies
Single
- 1963 „My Block” (Jimmy Radcliffe – Carl Spencer – Bert Berns)
- 1963 „When the Boy’s Happy”[2]

### The Chiffons
Płyty długogrające LP
- 1963: He’s So Fine Laurie Records – LLP 2018[2]

1. „He's So Fine”
2. „Will You Still Love Me Tomorrow”
3. „Oh My Lover”
4. „Why Do Fools Fall in Love”
5. „My Block”
6. „ABC-123”
7. „Lucky Me”
8. „Why Am I So Shy”
9. „See You in September”
10. „Wishing”
11. „Mystic Voice”
12. „When I Go to Sleep at Night”

- 1963: One Fine Day Laurie Records[2]

1. „One Fine Day”
2. „It’s My Party”
3. „The Loco-Motion”
4. „Tonight I Met an Angel”
5. „Only My Friend”
6. „Da Doo Ron Ron”
7. „I Wonder Why”
8. „Foolish Little Girl”
9. „I’m Going to Dry My Eyes”
10. „Did You Ever Go Steady”
11. „When Summer’s Through”
12. „Love Is Like a Merry Go Round”
13. „My Boyfriend’s Back”

- 1966: Sweet Talkin’ Guy Laurie Records[2]

1. „Sweet Talkin’ Guy”
2. „Up On the Bridge”
3. „Nobody Knows What’s Going On”
4. „Thumbs Down”
5. „Just a Boy”
6. „Down Down Down”
7. „Out of This World”
8. „My Boyfriend’s Back”
9. „Open Your Eyes”
10. „March”
11. „Keep the Boy Happy”
12. „See You in September”

- 1970: My Secret Love B.T. Puppy Records[2]

1. „Secret Love”
2. „You’re The Love Of A Lifetime”
3. „Soul”
4. „I Don’t Deserve A Boy Like You”
5. „Strange Strange Feeling”
6. „Now That You’re My Baby”
7. „The First And Last”
8. „Remember Me Baby”
9. „It Hurts To Be Sixteen”
10. „Every Boy And Every Girl”

Albumy kompilacyjne/Składanki
- 1974: Everything You Always Wanted to Hear by the Chiffons but Couldn’t Get
- 1979: The Chiffons Sing the Hits of the 50s & 60s
- 2004: Absolutely The Best!
- 2006: Sweet Talkin’ Girls

Single
- 1963: „He's So Fine”/ „Oh My Lover”
- 1963: „Lucky Me”/ „Why Am I So Shy”
- 1963: „One Fine Day”/ „Why Am I So Shy”
- 1963: „A Love So Fine”/ „Only My Friend”
- 1963: „I Have a Boyfriend”/ „I’m Gonna Dry My Eyes”
- 1964: „Sailor Boy”/ „When the Summer Is Through”
- 1964: „Easy to Love”/ „Tonight I Met an Angel”
- 1964: „What Am I Gonna Do With You (Hey Baby)”/ „Strange, Strange Feeling”
- 1965: „Nobody Knows What’s Goin’ On (In My Mind but Me)”/ „Did You Ever Go Steady”
- 1965: „Nobody Knows What’s Goin’ On (In My Mind but Me)”/ „The Real Thing”
- 1965: „Tonight I’m Gonna Dream”/ „Heavenly Place”
- 1966: „Out of This World”/ „Just a Boy”
- 1966: „Stop, Look and Listen”/ „March”
- 1966: „Sweet Talkin’ Guy”/ „Did You Ever Go Steady”
- 1966: „My Boyfriend’s Back (song)|My Boyfriend’s Back”/ „I Got Plenty of Nuttin'”
- 1967: „If I Knew Then”/ „Keep the Boy Happy”
- 1968: „Up on the Bridge”/ „March”
- 1968: „Just for Tonight”/ „Teach Me How”
- 1969: „Love Me Like You’re Gonna Lose Me”/ „Three Dips of Ice Cream”
- 1970: „So Much in Love”/ „Strange Strange Feeling”
- 1975: „My Sweet Lord”/ „Main Nerve”
- 1976: „Dream Dream Dream”/ „Oh My Lover”